# スーパー・ヒロイン・オーディション ミス・フェニックス
スーパー・ヒロイン・オーディション ミス・フェニックスは、2005年に行われた、角川映画とソニー・ミュージックエンタテインメントが共同で実施したオーディション。
グランプリは、2007年公開予定映画の主演と、同映画主題歌でデビュー予定。

## 応募総数・入選者
- 応募総数：37,749人
- グランプリ：蓮佛美沙子
- 準グランプリ：関戸優希、水谷里歩
- 審査員特別賞：高木古都、河原田麻亜里、土屋太鳳[1]
- Yahoo! JAPAN賞：水谷里歩
- その他ファイナリスト：岡野真也
- 西野カナ。このオーディションは女優のオーディションだったが、歌声が見出だされ翌年2006年にエスエムイーレコーズと契約。その後のデビューへとつながった。

## 補足及びエピソード
- 受賞者のために、新しい芸能事務所ウエストサイドが設立された。（2010年4月にソニー・ミュージックアーティスツの子会社化→2012年、ソニーに吸収合併、ウエストサイド制作部設置。）
- 本オーディション及び受賞者に対して、ミスフェニという略称が用いられている。